# Abraxas chalcostrota
Abraxas chalcostrota är en fjärilsart som beskrevs av Edward Alfred Cockayne 1949. Abraxas chalcostrota ingår i släktet Abraxas och familjen mätare. Inga underarter finns listade i Catalogue of Life.